# جباذ

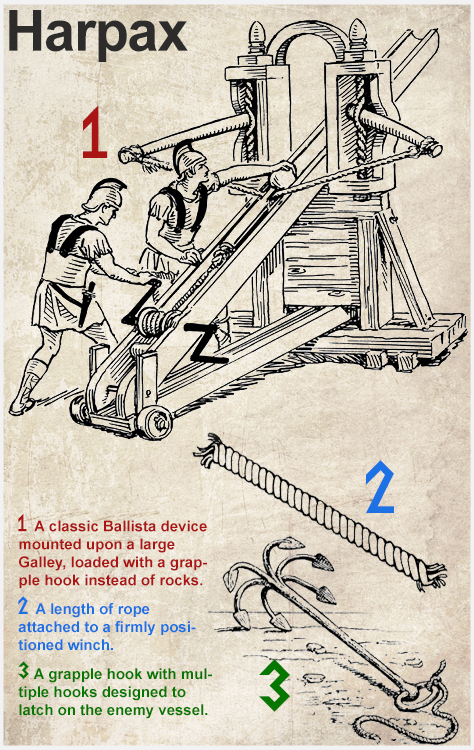
أجزاء الجَبَّاذ

الجَبَّاذ أو الهَرْبَاق (بالإنجليزية: Harpax or Harpago) (باليونانية العامية: "المنتزع، الصياد، السارق") كان مِخْطَاف قَابِض يطلق عبر منجنيق روماني صنعه ماركوس فيبسانيوس أغريبا لاستخدامه ضد سكستوس بومبيوس في المعارك البحرية خلال التمرد الصقلي.
سمح الجَبَّاذ بإيقاع السفينة المعادية عبر اصابتها بالحرْبون ثم رفعها بجانبها للصعود إليها. تم نشره لأول مرة في معركة نولوخوس في 36 قبل الميلاد. يوضح أبيان أن الجهاز كان يسمى "القبضة"، وهو قطعة من الخشب بطول خمس أذرع مربوطة بالحديد ولها حلقات في الأطراف.